# Manso
Manso (en cors Barghjana) és un municipi francès, situat a la regió de Còrsega, al departament d'Alta Còrsega. L'any 1999 tenia 302 habitants.

## Demografia
| 1962 | 1968 | 1975 | 1982 | 1990 | 1999 |
| ---- | ---- | ---- | ---- | ---- | ---- |
| 54   | 79   | 125  | 175  | 130  | 106  |

## Administració
| Període   | Identitat        | Partit | Qualitat |  |
| --------- | ---------------- | ------ | -------- |  |
| 2001-2008 | Valentin Siméoni |        |          |  |
| 2008-     | Pasquale Simeoni | PNC    |          |  |